# روس سميث (لاعب اتحاد الرغبي)
روس سميث (بالإنجليزية: Ross Smith)‏ هو لاعب اتحاد الرغبي نيوزيلندي، ولد في 21 أبريل 1929 في أشبورتون ‏ في نيوزيلندا، وتوفي في 2 مايو 2002 في أوكلاند في نيوزيلندا.